# Cá trác đá
Cá trác đá, danh pháp khoa học là Oplegnathus punctatus, là một loài cá biển thuộc chi Oplegnathus trong họ Oplegnathidae. Loài cá này được mô tả lần đầu tiên vào năm 1844.

## Phạm vi phân bố và môi trường sống
Cá trác đá có phạm vi phân bố ở vùng biển Tây và Bắc Thái Bình Dương. Loài cá này xuất hiện ở vùng biển ngoài khơi Nhật Bản và Hàn Quốc, trải rộng xuống vùng biển Việt Nam và Trung Quốc; chúng còn được ghi nhận ở quần đảo Hawaii.

## Mô tả

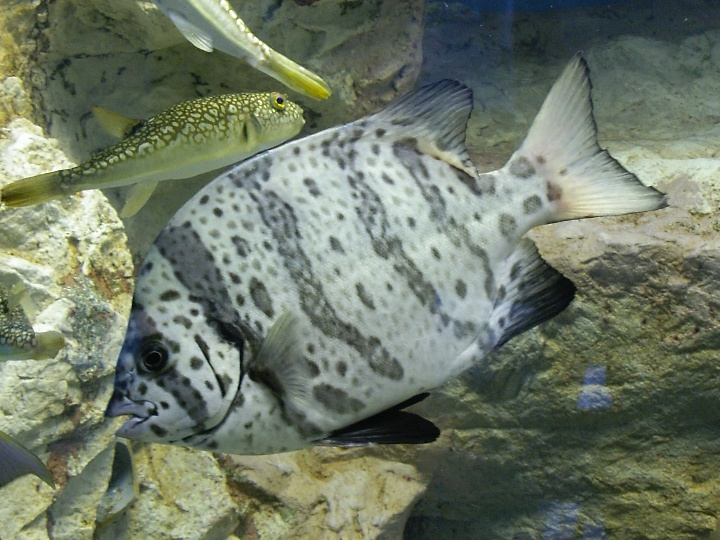
Cá thể lai O. fasciatus × O. punctatus

Chiều dài cơ thể tối đa được ghi nhận ở cá trác đá là 86 cm. Cơ thể của loài cá này có màu nâu xám với các đốm đen lớn trên cơ thể của chúng. Từ punctatus (trong tiếng Latinh có nghĩa là "dấu chấm") trong danh pháp là để ám chỉ các đốm đen đặc trưng ở loài cá này.
Số gai ở vây lưng: 11; Số tia vây ở vây lưng: 14 - 16; Số gai ở vây hậu môn: 3; Số tia vây ở vây hậu môn: 11 - 13; Số gai ở vây bụng: 1; Số tia vây ở vây bụng: 5.
Trong tự nhiên, cá trác đá có thể tạo ra những cá thể lai với loài họ hàng là Oplegnathus fasciatus.